# Space Colony
Space Colony est un jeu vidéo de stratégie développé par Firefly Studios et publié par Gathering en 2003. Aspyr Media porta le jeu sur Mac OS X en 2004.
Il simule la vie d'une équipe d'humains sur une autre planète, cherchant à la coloniser.

## Accueil
| Space Colony          |      |       |
| Média                 | Pays | Notes |
| GameSpot              | US   | 67 %  |
| IGN                   | US   | 75 %  |
| Jeuxvideo.com         | FR   | 14/20 |
| Compilations de notes |      |       |
| Metacritic            | US   | 75 %  |